# Stanisław Przybyszewski
Stanisław Przybyszewski (Lojew, 7. svibnja 1868. – Jarotny, 23. studenog 1927.), poljski književnik.
Jedan je od glavnih predstavnika poljskog modernizma. Rođen je u onom dijelu Poljske koji je u to vrijeme bio pod pruskom vlašću, studirao je u Berlinu te je u početku pisao na njemačkom. Nakon boravka u Francuskoj, Španjolskoj i Italiji nastanio je 1898. godine u Krakovu, gdje je uređivao modernistički časopis "Žycie". Stekavši reputaciju već u Berllinu, dočekan je kao "posljednja riječ europske kulture", te je uživao ugled stjegonoše njemačkog modernizma.
Romansijer, dramatičar, pisac pjesama u prozi, tumač ekspresionističkih nastojanja u literaturi, a otada piše na poljskom i s njemačkog prevodi na poljski ona djela koja su mu donijela priznanja u Njemačkoj. Krajnji je individualist, poštovatelj Friedricha Nietzschea, pristaša čiste umjetnosti, sklon mistici, bohem i fatalist.
Slika boheme, artiste, "djecu sotone", sve one koji ne poštuju društvene konvencije. Karakteristike njegova djela su pretjerivanje, patetika, simboli, erotski motivi, simpatije za anarhiste, pobunjenike, a na drugoj strani rezignacija i vjerovanje u sudbinu. U mladosti je bio redaktor radničkih novina, a posljednjih godina života ističe se kao nacionalist i katolik. Svojim djelom utjecao je na hrvatske moderniste.